# Dentalium obtusum
Dentalium obtusum är en blötdjursart som beskrevs av Qi och Ma 1989. Dentalium obtusum ingår i släktet Dentalium och familjen Dentaliidae. Inga underarter finns listade i Catalogue of Life.